# 34488 Lennartresch
34488 Lennartresch è un asteroide della fascia principale. Scoperto nel 2000, presenta un'orbita caratterizzata da un semiasse maggiore pari a 3,1159788 au e da un'eccentricità di 0,0839839, inclinata di 7,97935° rispetto all'eclittica.